# Montoneros
Montoneros foi uma organização político-militar argentina e guerrilha urbana de esquerda radical, cujo propósito era o estabelecimento de um estado socialista na Argentina. Seus objetivos foram a desestabilização da ditadura militar governante, a autodenominada Revolución Argentina ("Revolução Argentina") (Onganía, Levingston, Lanusse / 1966 - 1973); o retorno ao poder do Juan Domingo Perón, e a realização de eleições democráticas.Foi eficaz entre 1970 e 1979 (sendo que seu período de máximo poder se estendeu até 1976). Foi útil para pressionar e desestabilizar a ditadura militar que governava o país. Com o tempo, Montoneros passou a perder o apoio da população. Seu fim tornou-se claro com o chamado Processo de Reorganização Nacional, iniciado após a derrocada de Isabelita Perón, viúva de Perón, da presidência. Devido às estratégias de terrorismo de Estado e investigações ilegais, o grupo foi sistematicamente perseguido pelo regime militar de Jorge Videla, tendo hoje muitos de seus ex-integrantes nas listas de Desaparecidos durante a ditadura argentina.

## Origens, ideologia

As raízes do movimento podem-se encontrar na década de 1960, na confluência de militantes do Movimento Nacionalista Tacuara, a Agrupação de Estudos Sociais de Santa Fé, e o integrismo das províncias de Buenos Aires, Santa Fé e Córdova. Desde ditas vertentes perfilam-se grupos que logo afiançar-se-iam junto à militância católica de novos pertencentes a classes médias e altas, cujo órgão de imprensa aglutinante era a revista Cristianismo y Revolución, dirigida por Juan García Elorrio o qual, junto ao grupo conduzido por José Sabino Navarro, podem ser consideradas as células iniciais de Montoneros.
Para final da década de 1960 foram organizando-se politicamente junto ao peronismo revolucionário, de perfil populista e anti-imperialista, enquanto a sua ideologia se ia estruturando com uma mistura da doutrina peronista, com elementos do marxismo latino-americano revolucionário provenientes do Che Guevara e de Fidel Castro, recebendo ademais fortes influências católicas desde o Movimento de Sacerdotes para o Terceiro Mundo. Vários fundadores conheceram-se quando eram seguidores do sacerdote terceiro-mundista Carlos Múgica.[carece de fontes?] A partir de 1º de maio de 1974 os graves erros políticos cometidos ocasionaram o repúdio por parte do mesmo líder e dos setores sindicais e políticos do peronismo ortodoxo, motivaram o gradual isolamento e a passagem à clandestinidade do grupo. Autodefinidos nos seus começos como uma vanguarda nacionalista, católica e peronista, e utilizando slogans tais como "Perón ou morte", Montoneros torna-se numa organização político militar na província de Buenos Aires

## Fundadores
Foi encabeçada por Fernando Abal Medina, Carlos Gustavo Ramus, José Sabino Navarro, Emilio Maza, Carlos Capuano Martínez, Norma Arrostito, Mario Firmenich, entre outros. Posteriormente, outros dirigentes notórios foram Julio Roqué, Dardo Cabo, Marco Osatinsky, Roberto Quieto, Horacio Mendizábal, Raúl Yaguer, Roberto Perdía, Fernando Vaca Narvaja, Rodolfo Galimberti.
Os fundadores decidiram adotar esse nome para ressaltar a continuidade histórica com os caudilhos do interior argentino no século XIX e as "montoneras" originais, estabelecendo assim uma linha política nacionalista, anti-imperialista e federal que, partindo de San Martín e as guerras da independência,Juan Manuel de Rosas, terminando em Juan Domingo Perón. Vários dos seus comandos  adotaram o nome desses caudilhos. Esta prática abandonou-se posteriormente quando os comandos firmavam então com os nomes dos companheiros mortos.

## A relação com Perón
Montoneros integra a JAEN (Juventude Argentina para a Emancipação Nacional). Os dirigentes de dita agrupação eram Rodolfo Galimberti, Ernesto Jauretche e Rodolfo Galimberti. Montoneros impuseram a consigna: Luche y vuelva (“Lute e volte”) para influir politicamente no levantamento da proscrição do peronismo e a posterior convocatória a eleições. Desde o seu exílio em Madrid, Perón alentou-os sua  proceder, pois a lealdade desta organização era útil para ele pressionar e desestabilizar os governos ditatoriais da chamada “Revolução Argentina”, que governava naquele tempo no país. Perón denominou-os «formações especiais», dando a entender que a existência dos Montoneros era uma circunstância temporária e tática, que se justificava pela existência de uma ditadura militar. Os Montoneros creram assim ser a vanguarda revolucionária funcional dos planos do Perón para a construção de uma Pátria Socialista.
A 11 de Março de 1973 nas eleições gerais, o Frente Justicialista de Libertação (FREJULI) ligava o Partido Justicialista, o Partido Conservador Popular, o Partido Socialista Unificado e a outras forças menores, e ganhou por estonteante maioria, tendo como candidato a presidente o Dr. Héctor José Cámpora. Perón retornou definitivamente para a Argentina, e a partir desses dias modificaria substancialmente a sua relação com as correntes de esquerda do seu próprio partido, preferindo apoiar e ser apoiado na ala histórica mais conservadora do amplo espectro dos seus colaboradores e simpatizantes de direita, marcando pelo tanto uma crescente distância discursiva para Montoneros, e tirando-lhes gradualmente espaço e protagonismo político dentro do movimento que indiscutivelmente ele liderava. Perón começou a se afastar, tanto dos Montoneros quanto das suas ligações políticas, os membros das Juventudes Peronistas da Tendência Revolucionária. Montoneros já sofria um processo de contradições internas entre a realidade do projeto de Perón e as suas próprias expectativas. O objetivo montonero era mostrar as suas forças e os seus limites desafiando o próprio Perón, e reclamar com isso a quota de poder que lhes era negado dentro do peronismo.

## O Primeiro de Maio
O ponto de máxima tensão no processo de expulsão de Montoneros do movimento peronista ocorreu a 1 de Maio de 1974, em ocasião dos festejos pelo Dia do Trabalho.
Já no ocaso da sua vida, em pleno exercício das suas faculdades como Presidente da Nação, e indignado pelos cânticos ofensivos que entonavam as colunas montoneras (contra a sua esposa, contra López Rega e acusando ao governo de "estar cheio de gorilas"), durante uma grande convocatória na Praça de Maio Perón chamou-os de estúpidos e imberbes num aceso e recordado discurso desde a varanda da Casa de Governo. A reação dos militantes e simpatizantes montoneros provocou alguns confrontos e a imediata retirada da Praça das colunas da organização.
Logo de tal acontecimento, a hierarquia montonera passou de fato à clandestinidade, e retomou as suas operações militares, agora já em aberta contradição com o peronismo oficial, e sem contar com a mais mínima expetativa de apoio por parte do líder do movimento. O retorno à atividade clandestina é reconhecido formalmente pela Condução Nacional de Montoneros no mês de Setembro de 1974. Ao assumir a sua esposa e vice-presidente María Estela Martínez de Perón a primeira magistratura,o grupo rompeu definitivamente com o governo.
A partir de 1975 começaram as conversações para conseguir uma aproximação entre os dirigentes de Montoneros e do Exército Revolucionário do Povo (ERP), outra organização (neste caso de ideologia marxista-leninista) braço armado do Partido Revolucionário dos Trabalhadores (PRT), quem sempre agiram desde uma oposição ao peronismo por considerá-lo uma mera expressão política populista do capitalismo e a burguesia. A 7 de Setembro de 1970 em William Morris, província de Buenos Aires, faleceram o membros Fernando Abal Medina e Carlos Gustavo Ramus. Desde então, a militância do setor de esquerda peronista comemora essa data como o "Dia do Montonero".

## Ações

### Sua primeira ação pública
A organização armada Montoneros apresentou-se frente da sociedade a 1 de Junho de 1970 mediante o sequestro e assassinato do general Pedro Eugenio Aramburu, quem fora a cabeça da Revolução Libertadora, uma sublevação cívico-militar que em 1955 derrocara o segundo governo constitucional peronista. Aramburu foi submetido a "julgamento revolucionário" numa chacra da localidade de Timote, província de Buenos Aires, e acusado por traição à pátria, pelos Fuzilamentos de José León Suárez e pelo desaparecimento do cadáver de Evita e posteriormente executado por Fernando Abal Medina. Geralmente os estudiosos estabelecem o ponto fundacional neste sequestro, mas na prática Montoneros já existia como uma organização política desde vários meses antes, embora muito minoritária e quase segreda.

#### Sua segunda ação
A 1 de Julho de 1970, às 7.30, os Montoneros assaltaram o Banco da Província de Córdova de La Calera, na central telefônica e deixaram no banco uma caixa -supostamente um explosivo- que na realidade continha um gravador com a marcha peronista. Diversos problemas no repregue e incorretas medidas de segurança determinam a detenção de vários militantes, entre eles alguns fundadores da organização. Morreu no confronto Emilio Maza.

#### Terceira ação pública: O sequestro dos Born
No meio de um clima político e social enrarecido e conflituoso, a 19 de Setembro de 1974 um comando montonero concretiza o maior sequestro extorsivo de toda a história argentina. A organização obteve sessenta milhões de dólares, pelo resgate e entrega com vida dos irmãos Juan e Jorge Born (Bunge & Born), aos seis e nove meses respectivamente. Os irmãos Born eram naquele tempo os principais acionistas do maior conglomerado produtor e exportador cerealístico argentino.O pagamento final de uns 17 milhões de dólares foi cobrado e administrado pelo banqueiro David Graiver, quem tinha as suas oficinas na cidade de Nova Iorque e faleceu num duvidoso acidente de aviação.

## Isolamento e derrota
Com o transcurso do tempo os Montoneros sofreram um gradual isolamento da base popular peronista em que se apoiavam, até serem completamente derrotados pelo autodenominado Processo de Reorganização Nacional, uma ditadura militar que se iniciou em 1976 derrocando ao débil governo constitucional da viúva de Perón. Para aniquilar os seus opositores, este novo regime ditatorial (cujos dirigentes e quadros militares foram treinados na famosa "Escola das Américas" a cargo dos EUA, e em onde eram ensinadas entre outras matérias técnicas de ação psicológica, tortura, e controlo populacional) iniciou uma política institucionalizada de sequestro, desaparecimento forçado, tortura e extermínio em mais de 340 centros clandestinos de detenção. Anos depois, os defensores de tal regime alegariam que este "continuou a política ordenada pela Presidenta Martínez de Perón", através de dois decretos pelos quais em 1975 ordenava "aniquilar o acionar subversivo".
Na segunda metade de 1976 a Condução Nacional e a alta hierarquia partiram para o exílio, no México. A operação pôde ser desbaratada graças a um dos integrantes do comando, Tulio Valenzuela, que, ao chegar ao México pôs-se em contato com a organização e denunciou a manobra. Logo de uma estadia em Havana, a condução montonera  deslocou-se para a Europa.
Durante o transcurso da ditadura, a maioria dos quadros ativos da organização Montoneros foram mortos ou sequestrados, ficando "detidos/desaparecidos".
Porém, alguns membros da cúpula dirigente de Montoneros (Firmenich, Perdía e Vaca Narvaja), sobreviveram. Alguns (tal o caso do próprio Firmenich) foram acusados de agir como agentes de contra inteligência e entregadores dos seus próprios companheiros pelo fiscal Romero Vitorica. Acusação da qual saíram exonerados por falta de provas.

## Atualidade
Atualmente a organização Montoneros parou de existir. Poucos dos seus militantes orgânicos sobreviveram ao extermínio durante a ditadura. Foi uma das organizações mais castigada dentre os milheiros de desaparecidos. (A cifra total de desaparecidos é incerta. Popularmente é mencionada a cifra de 30 000, que é a que mencionam a grande maioria das agrupações políticas e de direitos humanos. A pesquisa da CONADEP (Comissão Nacional para o Desaparecimento de Personas) indicou cerca de 10 000 desaparecidos denunciados). Entre os que conseguiram salvar-se, uns criticam duramente a que fora a sua condução nacional, alguns outros intentam minimizar ou negar a sua participação e outros, ainda reconhecendo muitos erros graves cometidos, reivindicam a sua pertença e a sua prática na organização guerrilheira enquadrando-a num contexto histórico e geopolítico.